# Хардинг-Берч Лејкс (Аљаска)
Хардинг-Берч Лејкс (енгл. Harding-Birch Lakes) насељено је место без административног статуса у америчкој савезној држави Аљаска.

## Демографија
По попису из 2010. године број становника је 299, што је 83 (38,4%) становника више него 2000. године.
| Група             | 2000.       | 2010.       |
| Белци             | 201 (93,1%) | 273 (91,3%) |
| Афроамериканци    | 0 (0,0%)    | 1 (0,3%)    |
| Азијати           | 0 (0,0%)    | 0 (0,0%)    |
| Хиспаноамериканци | 1 (0,5%)    | 8 (2,7%)    |
| Укупно            | 216         | 299         |